# Taft, Texas
Taft är en ort i San Patricio County i delstaten Texas, USA.